# Estrada do Pacífico

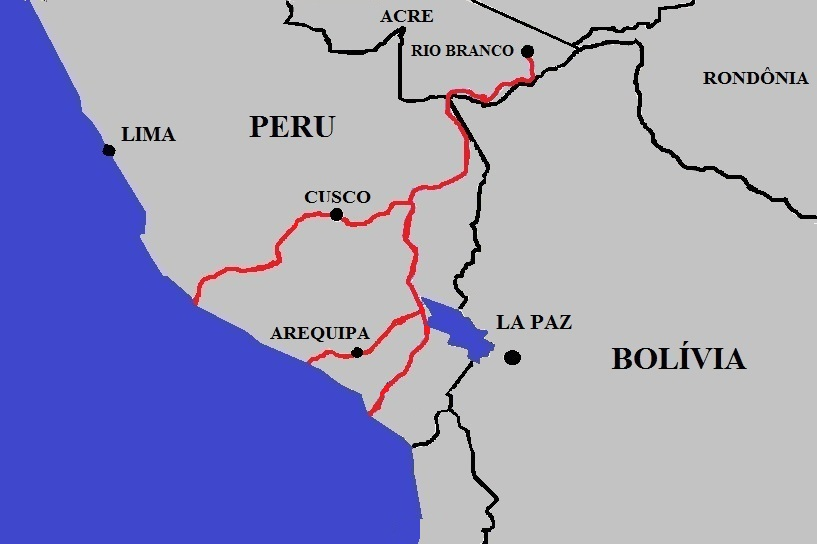
Estrada do Pacífico, parte peruana e mais a BR-317 no Brasil

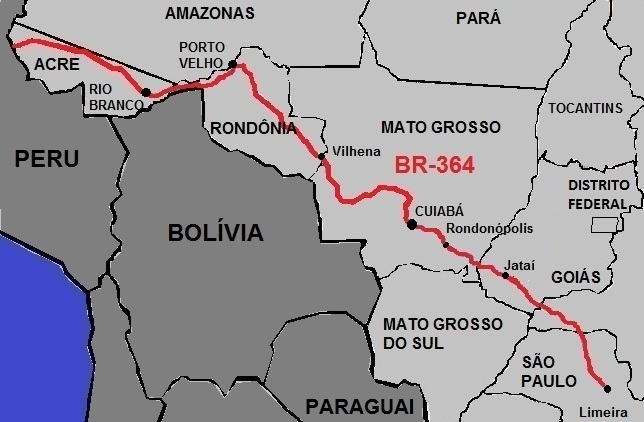
BR-364, a parte brasileira da Estrada do Pacífico

A Estrada do Pacífico, também conhecida como Rodovia Interoceânica é uma estrada binacional que liga o noroeste do Brasil ao litoral sul do Peru, através do estado brasileiro do Acre. A parte da Estrada do Pacífico que fica dentro do território brasileiro é identificada como BR-317 (da fronteira com o Peru até Rio Branco) e BR-364 (de Rio Branco até o sudeste do Brasil) enquanto no Peru é chamada apenas de Carretera Interoceanica (em espanhol).
Dentro do Brasil, a "Estrada do Pacífico", que começa em Limeira, SP, na BR-364, vai até o Acre, onde continua pela BR-317, passa por Rio Branco, Cobija - importante cidade do norte boliviano e sede da maior zona franca da Bolívia - e vai até a tríplice fronteira com o Peru e Bolívia, atravessando as cidades brasileira de Assis Brasil, a boliviana Bolpebra e a peruana Iñapari. No Peru, a Estrada do Pacífico se divide inicialmente em duas, uma em direção a Oeste, que no Peru segue pela rodovia PE-030, desde Nazca, passando por Cuzco, até o porto de San Juan de Marcona. A outra rota, em direção ao Sul, se subdivide em duas na região próxima ao Lago Titicaca, e segue pela PE-034 até o porto de Matarani e pela PE-036 até o porto de Ilo.

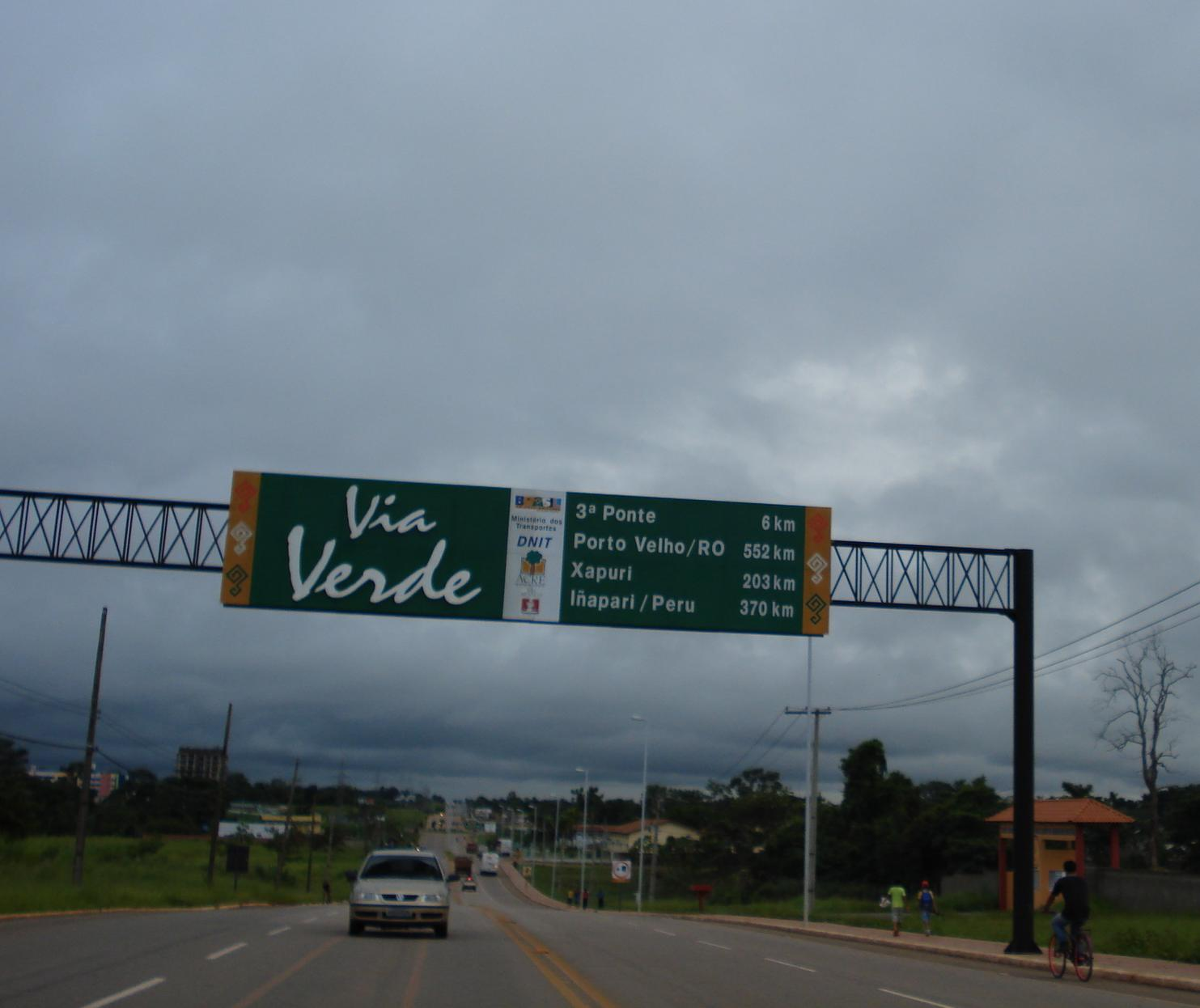
A Estrada do Pacífico, ligando o Brasil ao litoral do Peru no Oceano Pacífico (trecho em Rio Branco, Acre).

A Estrada do Pacífico é o primeiro eixo multimodal Atlântico-Pacífico na América do Sul. Além de favorecer a integração sul-americana, a circulação de pessoas, o turismo e o comércio bilateral entre o Brasil e o Peru, a estrada vai garantir o acesso dos produtos peruanos ao oceano Atlântico e o acesso dos produtos brasileiros ao oceano Pacífico.
Distâncias
A distância entre Rio Branco e Assis Brasil (Tríplice fronteira Brasil-Bolívia-Peru), utilizando a BR-317, é de 319 km. No lado peruano, a distância de Iñapari até Ilo é de 1.226 km, enquanto o trecho Iñapari-Matarani tem 1.419 km.

## A construção da Estrada do Pacífico

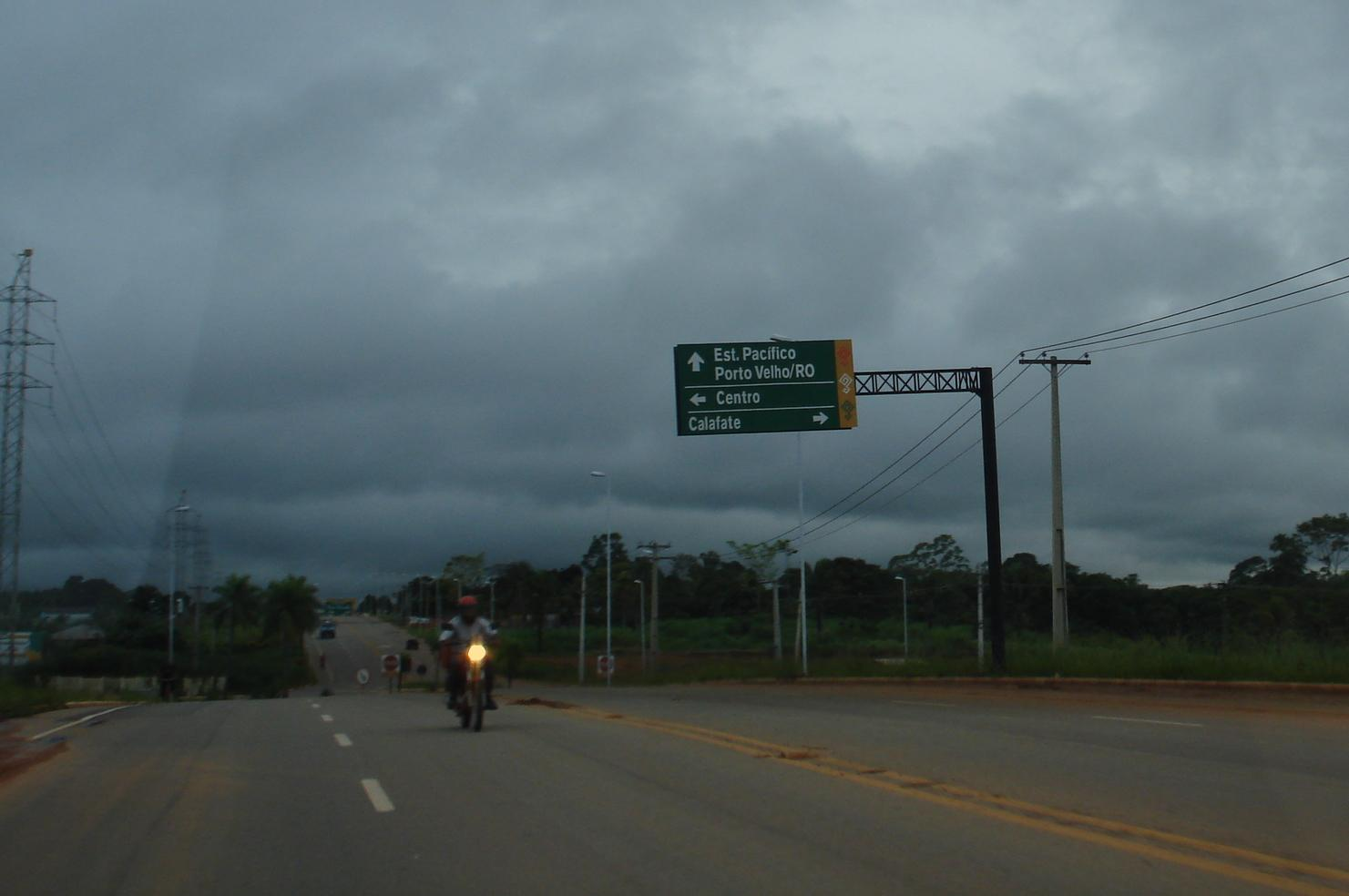
A Estrada do Pacífico, ligando o Brasil ao litoral do Peru no Oceano Pacífico, Anel Viário de Rio Branco (Via Verde), 2008.

A construção da Estrada do Pacífico tornou-se viável após a criação da IIRSA em agosto de 2000, que criou o ambiente de previsibilidade institucional necessário para a realização de investimentos em infraestrutura  entre os países sul-americanos.

A construção da Estrada do Pacífico começou oficialmente em 2002, mas a maior parte das obras tiveram início entre 2003 e 2005. Em 2006 foi inaugurada a ponte ligando o Acre ao Peru, na fronteira entre os municípios de Assis Brasil (Brasil), Bolpebra (Bolívia) e Iñapari (Peru).
A parte brasileira da Estrada do Pacífico foi inaugurada em 2007, quando foram concluídas as obras de asfaltamento e duplicações programadas. Entretanto, a estrada começou a funcionar plenamente, com todos os trechos asfaltados no lado peruano, apenas em dezembro de 2010.

## A Estrada do Pacífico no contexto do "Eixo Peru-Bolívia-Brasil" de integração
A Estrada do Pacífico é uma das diversas obras que fazem parte da "Eixo Peru-Bolívia-Brasil" da IIRSA, que tem o objetivo de integrar a infraestrutura dos países do continente sul-americano. Além de rodovias, este Eixo de integração tem por objetivo construir uma infraestrutura de ferrovias e hidrovias que integre os sistemas de transporte do Brasil, Peru e Bolívia, com a conexão das estradas até a infraestrutura portuária peruana no Oceano Pacífico, permitindo a expansão do comércio destes países com a região da Ásia-Pacífico.
A Estrada do Pacífico é na realidade, a primeira etapa de um conjunto de estradas ligando o Brasil aos portos peruanos de Oceano Pacífico, atravessando trechos do território peruano e boliviano no chamado "Eixo Peru-Bolívia-Brasil" de integração. Estão previstos ainda mais de 2600 quilômetros de estradas, incluindo rotas que partem dos estados de Rondônia, Mato Grosso e Acre. Este é um dos projetos mais ambiciosos da Iniciativa de Integração Regional Sul-Americana (IIRSA) e irá requerer um investimento de mais de US$ 1,6 bilhão, dos quais parte significativa será financiada pelo Brasil.
A Estrada do Pacífico é a realização do projeto da Interoceânica Sul, é a primeira rota deste processo de integração completada no Eixo Peru-Bolívia-Brasil. A partir da BR-364 serão construídas mais duas estradas principais, uma estrada do Acre para o litoral central do Peru, a Interoceânica Central, terá como destino a cidade de Lima. A terceira estrada atravessando o Peru, partindo do estado do Amazonas para o centro-norte do país, até o porto, passando próximo ao Equador, a Interoceânica Norte, não faz parte do Eixo Peru-Bolívia-Brasil nos projetos da IIRSA, mas sim do Eixo do Amazonas.

## Resultados práticos
Em 2017, foi constatado que a rodovia praticamente não estava sendo usada para realizar comércio. A média de circulação era de apenas sete veículos comerciais por hora, uma média extremamente baixa. Segundo as autoridades peruanas, basicamente não haviam produtos brasileiros transitando a caminho dos portos no Peru. 
Em 2020, números oficiais mostravam que, dos US$ 246 milhões exportados ou importados pelo Acre entre 2009 e 2019, pouco mais de 18% foram realizados pela Estrada do Pacífico (cerca de US$ 44,6 milhões foi o valor das mercadorias transacionadas pela rodovia).